# Korinth
Korinth – miasto w Danii, w regionie Dania Południowa, w gminie Faaborg-Midtfyn.